# Spinnenfußball
Spinnenfußball ist eine Variante des Fußballspiels. Es zählt nach der Systematik der Spielwissenschaft zu den Ballsportarten und hat sich zu einem beliebten Spiel in Sportunterricht, Sportverein und Seniorensport entwickelt. Im Unterschied zum Sitzfußball, das sich in erster Linie als  Behindertensport etabliert hat, bewegen sich die Spielenden auf Händen und Füßen durch den Raum.

## Spielbezeichnung und Spielgedanke

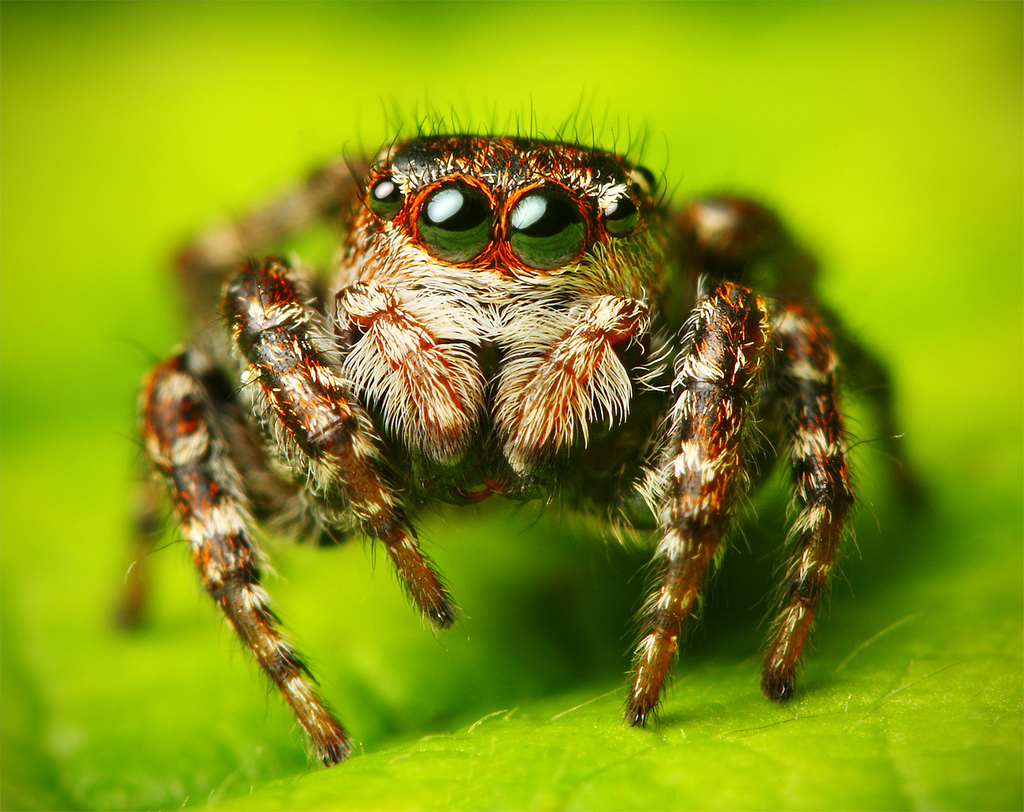
Sitticus floricola, Spinne als Namensgeberin für den Spinnenfußball

Das verbreitete Ballspiel erhielt seinen Namen von der Art der Fortbewegung im Rahmen des Spielgeschehens: Die Spielenden bewegen sich „wie Spinnen“ auf Händen und Füßen. Dabei nehmen sie eine rückwärtige Stellung ein. Während der Ruhephasen sitzen die Spieler am Boden. Sobald sie in das Spielgeschehen eingreifen wollen, tun sie dies mit spinnenartigen schnellen Bewegungen. Der Ball wird mit den Füßen gekickt.

## Spielregeln und Spielgelände
Die Spielvoraussetzung bilden zwei Mannschaften mit gleich vielen Mitspielern. Diese verteilen sich entsprechend ihren taktischen Überlegungen im Raum. Wie beim originalen Fußballspiel muss der Ball, der in der Regel ein Fußball ist, bei jüngeren Spielern aber auch ein Weichball sein kann,  in ein vorher definiertes Tor der Gegenmannschaft gebracht werden, was diese zu verhindern trachtet.
Als Spielgelände wird in aller Regel eine Halle mit verletzungsfreiem glattem Boden benötigt. Als Tore können Flachtore, aber auch die Breitseiten umgekippter Langbänke, Kastendeckel, aufgestellte Bodenmatten, Wandmarkierungen oder die gesamte Längswand dienen. Entscheidend ist die Höhe des Tores, welche die Reichhöhe der Spielenden nicht überschreiten darf, damit das Tor mit dem Körper verteidigt werden kann. Es gibt kein seitwärtiges „Aus“. Vielmehr dürfen die Außenwände als Bande für das Spiel mitgenutzt werden. Sie sind Teil des Spielfelds und ermöglichen zusätzliche taktische Spielzüge. Wie beim regulären Fußball soll der Ball durch Zuspiel in den eigenen Reihen an und in das gegnerische Tor gebracht werden.

## Spielvarianten
- Durch Vorrücken des Tors in das Spielfeld lassen sich von zwei Seiten Tortreffer erzielen.
- Das Einbringen eines zweiten Balles in das Spielgeschehen kann bei großen Mitspielerzahlen die Spielintensität und Konzentration der Spielenden erhöhen.